# John Miles
John Miles (London, Engleska, 14. lipnja 1943. – Norfolk, Engleska, 8. travnja 2018.) je bivši britanski vozač automobilističkih utrka.

## Rezultati u Formuli 1
| Sezona | Momčad               | Šasija                       | Motor       | Bodovi | Plasman |
| ------ | -------------------- | ---------------------------- | ----------- | ------ | ------- |
| 1969.  | Gold Leaf Team Lotus | Lotus 63                     | Cosworth V8 | 0      | –       |
| 1970.  | Gold Leaf Team Lotus | Lotus 49C Lotus 72 Lotus 72C | Cosworth V8 | 2      | 19.     |

### Popis rezultata
| 1969.         | JAF {{Z\|JARU1928} | ŠPA  | MON  | NIZ  | FRA  | VBR | NJE  | ITA  | KAN  | SAD | MEK  |     |     |
| ------------- | ------------------ | ---- | ---- | ---- | ---- | --- | ---- | ---- | ---- | --- | ---- | --- | --- |
| Kvalifikacije | -                  | -    | -    | -    | 12.  | 14. | -    | 14.  | 11.  | -   | 11.1 |     |     |
| Utrka         | -                  | -    | -    | -    | Odu. | 10. | -    | Odu. | Odu. | -   | Odu. |     |     |
| 1970.         | JAF {{Z\|JARU1928} | ŠPA  | MON  | BEL  | NIZ  | FRA | VBR  | NJE  | AUT  | ITA | KAN  | SAD | MEK |
| Kvalifikacije | 14.                | 19.  | 21.  | 13.  | 8.   | 18. | 7.   | 10.  | 10.  | 19. | -    | -   | -   |
| Utrka         | 5.                 | Nkv. | Nkv. | Odu. | 7.   | 8.  | Odu. | Odu. | Odu. | Ns. | -    | -   | -   |

- ^1   Zbog nesudjelovanja Brucea McLarena na utrci, Miles je startao s 10. mjesta.